# Мегастен
Мегастен (стгрч. ΜεγασθενηςΜεγασθενης) је старогрчки путник и путописац, пореклом из Арахозије, који је, у име Селеука I Никатора, у дипломатској мисији посетио двор ујединитеља Индије Чандрагупте у граду Паталипутри. Ово посланство није могло бити извршено касније од 298. п. н. е., година Чандрагуптине смрти (Мегастен га назива Сандрокот).
У свом делу „Индика” (не мешати са истоименим делима Ктесије и Аријана), Мегастен је описао главне реке западне Индије, поменуо Хималаје и Цејлон, као и кастински систем. Мегастеново дело није опстало до данас, али опширне изводе из њега дају Диодор Сикулски, Страбон и Аријан.
Мегастен је речит приповедач онога што је видео и чуо: описује границе Индије, структуру површине, обилно наводњавање, богатство и оригиналност локалне флоре и фауне, становништво, уз имена појединих народа, физичке особине, закони и обичаји становника. Уз мноштво тачних и нових података за своје време, Мегастен радо преноси баснословне приче сведока или своје податке улепшава сопственим измишљотинама (као, на пример, у приказу приче о Кинокефалима).
Страбон назива Мегастена лажљивим писцем, изједначавајући га у том погледу са Деимахом. Мегастен убраја у Хиндусе следећих седам касти: мудраци, фармери, пастири и ловци, занатлије, ратници, надзорници и краљевски саветници. Мегастен назива Палибофру (Паталипутра) главним градом Индије, чије се рушевине налазе у близини данашње Патне.
Колико је Мегастен непоуздан у преношењу завичајних легенди, показује прича која му се приписује индијским сведоцима о лутањима грчког Бахуса по Индији, претвореног у усадитеља грађанства у Индији, градитеља првих градова, првог законодавца и судију Индуса, исцелитељ и краљ.
Локални мудраци су наводно називали Херкула још једним добротвором Хиндуса, такође од Грка; представљајући га као градитеља Палибофре, пречистача земље и воде од чудовишта, оснивача многих краљевстава на која је Индија касније била подељена.